# Verbandsgemeinde Brohltal
La comunità amministrativa di Brohltal (Verbandsgemeinde Brohltal) si trova nel circondario di Ahrweiler nella Renania-Palatinato, in Germania.

## Comuni
Fanno parte della comunità amministrativa i seguenti comuni:
| Comune, città             | Sup. (km²) | Abitanti |
| ------------------------- | ---------- | -------- |
| Brenk                     | 3,08       | 189      |
| Burgbrohl                 | 10,62      | 3 285    |
| Dedenbach                 | 7,63       | 490      |
| Galenberg                 | 2,28       | 225      |
| Glees                     | 11,45      | 608      |
| Hohenleimbach             | 10,17      | 376      |
| Kempenich                 | 11,91      | 1 854    |
| Königsfeld                | 7,20       | 685      |
| Niederdürenbach           | 6,82       | 958      |
| Niederzissen              | 11,95      | 2 784    |
| Oberdürenbach             | 6,94       | 662      |
| Oberzissen                | 2,73       | 1 100    |
| Schalkenbach              | 10,29      | 828      |
| Spessart                  | 8,72       | 833      |
| Wassenach                 | 6,16       | 1 239    |
| Wehr                      | 9,93       | 1 134    |
| Weibern                   | 10,56      | 1 536    |
| Verbandsgemeinde Brohltal | 138,45     | 18 786   |

(Abitanti al 31 dicembre 2021)